# Péplum (bande dessinée)
Pour les articles homonymes, voir Péplum (homonymie).
Péplum est une bande dessinée réalisée par Blutch en 1996, publiée partiellement cette année-là dans (À suivre) et éditée en version complète en 1997 chez Cornélius.

## Synopsis
Un esclave tue son maître, Publius Cimber, et usurpe son identité. Il cherche à délivrer une très belle femme emprisonnée dans un bloc de glace, découverte aux frontières de l’Empire.
Pendant ce temps, à la Curie, Metellus Cimber implore César d'accorder le retour d’exil de son frère Publius Cimber. César refuse et est assassiné.
Le héros, en compagnie d'un jeune garçon dont il est tombé amoureux, est fait prisonnier par un général romain. Ce dernier découvre l'usurpation d'identité, mais fasciné par la beauté du jeune garçon, il leur laisse la vie sauve. Le héros laisse le jeune garçon avec le général, et part retrouver la femme glacée. Il tombe amoureux d'une actrice, mais devient impuissant, malgré les soins inutiles d'une sorcière. Dans un musée, le héros désespéré rencontre un poète qui le frappe pour s’emparer de la femme gelée. Le héros embarque sur un navire qui fait naufrage, il s'échoue sur une plage où une femme en furie court sur lui pour le tuer. En se défendant, il l’égorge. Des gens arrivent pour l’acclamer et le couronner : ils avaient organisé le combat. On le mène dans une maison où est entreposée la femme glacée, qui bien qu’elle ait dégelé, reste inerte.

## À propos du livre

### Une adaptation libre
Péplum est « librement adapté » du Satyricon de Pétrone. On y retrouve quelques personnages (le héros Encolpe, son mignon Giton, le poète Eumolpe), et quelques scènes (dans le musée, la navigation), mais finalement, une seule scène est directement inspirée du Satyricon : celle de l’impuissance du héros arrivé à Crotone, même s'il existe plusieurs différence notables entre les deux scènes.
Blutch, alors âgé de 28 ans, change l'époque de son récit : alors que le roman de Pétrone se situe au moment de la décadence impériale, probablement avant la fin du Ier siècle, la référence au Jules César de Shakespeare situe l'action de la bande dessinée en 44 av. J.-C.. Selon l'auteur, « dans la littérature de la fin du XIXe siècle, on s’est beaucoup intéressé à la décadence de Rome, au côté sulfureux. Moi, je voulais faire quelque chose plutôt à la fin de la République et au début de l’Empire, à l’époque du second Triumvirat. […] Parce que j’avais l’impression de raconter quelque chose de tellement abstrait qu’il fallait que je mette un repère, quelque chose que tout le monde connaît, raison pour laquelle j’ai dessiné l’assassinat de César qui est complètement pompé sur Shakespeare. »
Pour Blutch, Péplum « est comme une suite [au Satyricon]. […] Pour Péplum, je me suis présomptueusement arrogé le droit de continuer le récit de Pétrone que j’adore depuis des années. J’ai été aidé par le fait qu’il s’agisse d’un roman inachevé, une sorte de vestige » : d'une certaine façon, Blutch s'est accordé la liberté de combler les trous du récit. Il a ainsi inventé le personnage de Publius Cimber.
Un des attraits de l'auteur pour le Satyricon réside dans l'étrangeté que l'on ressent à la lecture des œuvres antiques : « nous n'avons pas de repères dans le monde de l’Antiquité. [On a] vraiment l’impression de plonger dans un monde de science-fiction. Tu ne comprends pas vraiment ce qui se passe, les gens rient sans que tu saches vraiment pourquoi, ils trouvent des choses drôles alors que tu les trouverais tristes… Ils n’ont pas du tout les mêmes repères, et c’est ça qui est incroyable. Tu as l’impression de décrire la vie sur une autre planète. » Cette étrangeté permet à Blutch d'évacuer la psychologie de son récit : les motivations et enjeux derrière les actions restent obscures, la violence, la férocité et le vice sont présentés sans jugement.

### Des sources diverses
Blutch est un « adepte de l’emprunt », comme ont pu le montrer certains de ses livres postérieurs. Les sources qu'il utilise pour Péplum sont très diverses.
La trame du récit est vaguement inspirée d'un ballet de Roland Petit de 1953 : l'histoire d'amour entre un homme et une femme prise dans les glaces. Les premières pages sont quant à elles une adaptation fidèle du Jules César de William Shakespeare.
On trouve également des réminiscence du Satyricon de Federico Fellini ainsi que du Médée de Pier Paolo Pasolini. Blutch cite également comme source Orson Welles, principalement pour ses adaptations « à petit budget » de Shakespeare comme Othello ou Falstaff, qui rejoignent l'envie de Blutch d'éviter le grandiose. On peut également mentionner Joseph L. Mankiewicz qui a filmé deux fois l'assassinat de César (dans Jules César en 1953 puis dans Cléopâtre) et les séries B italiennes. Malgré ces références au cinéma, Blutch a voulu rapprocher Péplum du théâtre : « [dans Péplum], les personnages parlent frontalement, ils s’adressent au public… J’ai fait une mise en scène de théâtre, avec un décor derrière les comédiens, des mecs habillés avec des draps de lit, et des formules comme « Je me génuflexe devant toi, O César » … » Le soin apporté à la représentation des corps peut également évoquer la danse,, certaines cases évoquant d'ailleurs L'Après-midi d'un faune, le ballet de Vaslav Nijinski.
On trouve également des références issues de la statuaire et des dessins antiques : la femme congelée mélange une statue grecque archaïque du Musée du Louvre, la tête de la Dame d'Auxerre et une statue égyptienne pour le corps ; le jeune compagnon du héros évoque le Tireur d'épine, ressemblance confirmée par les croquis préparatoires publiés dans Notes pour Péplum (Cornélius, 1998)…

### Prépublication dans(À suivre)
Lorsqu'il travaillait sur Péplum, Blutch était surtout connu pour son travail dans Fluide glacial. Il a proposé ses planches à l'hebdomadaire, qui les a refusées au motifs qu'elles n'étaient pas assez drôles. C'est finalement la revue de Casterman (À suivre) qui publie les premières planches en 1996.
Péplum marque une rupture dans l'œuvre du dessinateur : « J’avais envie […] de me débarrasser de tout ce bagage référentiel humoristique et anecdotique pour faire quelque chose de plus simple, plus direct, axé sur le corps, le sentiment et l’action. »
Le ton très différent de son livre a surpris et décontenancé les lecteurs. Blutch a livré ses planches partie par partie, au début sans scénario préétabli. Devant le peu de succès de ce récit, la revue a décidé d'en expédier la publication. Selon Blutch, « les planches que je leur avais rendues faisaient royalement chier les gens de (À suivre) et [ils] ont tout fait pour que Péplum passe le plus vite possible, que ça ne dure pas des mois. Les parties du récit où il n’y a pas de texte sont passées à la trappe et des pages ont été ôtées de façon arbitraire »,. Blutch n'en est pas affecté, misant surtout sur la sortie en album, qui a été réalisé avec un grand soin par les éditions Cornélius, Jean-Louis Gauthey proposant une division en dix chapitres illustrés d'une vignette, et demandant un épilogue.

## Réception critique
Péplum a reçu un très bon accueil critique. Pour Philippe Dumez (Jade), c'est un livre important « non seulement pour son auteur qui, après sa série Mademoiselle Sunnymoon et le comix Mitchum, signe ici son ouvrage le plus ambitieux, mais aussi pour la bande dessinée elle-même, ici amenée à un niveau de maturité rarement atteint depuis La Véritable Histoire du soldat inconnu de Tardi. »
Lors de la réédition en 2004, Olivier Hervé (Planetebd) loue le dessin de Blutch, « grandiose et dansant, en raison d’un style épuré et léger », et « le trait [qui] est par ailleurs vif, spontané, dynamique, toujours en recherche. » Ambroise Lassalle salue le travail de Blutch sur la représentation des corps, leur expressivité, louant son « talent extraordinaire pour représenter ces anatomies, restituer leur volume et leur texture grâce à un jeu habile de hachures plus ou moins fines, plus ou moins serrées. »
Ambroise Lassalle souligne également que l'étrangeté du livre vient du jeu sur les attentes du lecteur : Blutch alterne des scènes familières, telles que la mort de César ou la scène du mime, avec des séquences étranges voire déroutantes, comme le 4e chapitre, où le héros est capturé, attaché et « palpé » par des femmes sans mains.
La traduction de l'album aux États-Unis en 2016 a été l'occasion d'une nouvelle vague de critiques positives. Pour Edward Gauvin, le traducteur du livre, « Péplum est un récit antique dans toute son étrange majesté, offrant une vision radicalement différente du genre. » Pour Eddy Emerson (World Literature Today), Péplum oppose un idéal de l'amour, presque fictionnel, incarné par la femme congelée, à la violence exprimée notamment par la brutalité du dessin. Pour Sarah Horrocks (The Comics Journal), le livre interroge le rapport à la beauté, au désir et à la mort. Avec Blutch, « les images ne servent pas de « remplissage », parce qu'il faudrait une case B pour aller de A à C. Au contraire, chaque case est une œuvre en soi, même et surtout quand il s'agit de répondre aux cases adjacentes. Il conjugue la poésie et la complexité de l'écrit avec l'ineffable et l'inexplicable des images, qui existent à la fois avec et au-delà des mots. »

## Éditions
- 1997 : Péplum, Cornélius, coll. Solange. Première édition.  (ISBN 2-909990-33-8)
- 1998 : Notes pour Péplum, Cornélius, coll. Raoul.  (ISBN 2-909990-27-3)
- 2004 : Péplum, Cornélius. Réédition, avec une renumérisations des originaux.  (ISBN 2-909990-33-8)

### Traductions
- Espagne 2008 : Péplum, Ponent Mon, S.L.  (ISBN 978-8492444168)
- États-Unis 2016 : Péplum, New York Review Comics, traduit par Edward Gauvin
- Italie 2017 : Péplum, 001 Edizioni, traduit par C. Rea  (ISBN 978-8899086688)